# Theodore Osborn
Theodore George Bentley Osborn (2 de octubre de 1887 – 3 de junio de 1973) fue un botánico, micólogo, ecólogo, y académico australiano de origen inglés.

## Biografía
Osborn era aborigen de Great Clacton, Essex, Inglaterra, hijo de John Ashton Osborn, un maestro de escuela, y de su esposa Harriet Mary Andrew. Algún tiempo después la familia se trasladó a Burnley, Lancashire donde su padre trabajó en la escuela secundaria. Osborn asistió al Burnley Grammar School, y luego a partir de 1905 se dirigió a la Victoria University of Manchester gracias a una beca, y ganó honores de primera clase en botánica, con una B.Sc., en 1908.

## Carrera
En 1912, asumió el cargo de Profesor de Botánica, Patología Vegetal y Parasitología de la Universidad de Adelaida. En 1928, Osborn escogió aceptar la cátedra de botánica en la Universidad de Sídney. En 1937 se convirtió en profesor Sherardian de botánica en la Universidad de Oxford.
Cuando se retiró en 1953, Osborn regresó a Australia, donde vivió hasta su muerte.

## Algunas publicaciones
- theodore g.b. Osborn, charles austin Gardner. 1939. Dampier's Australian plants. Proc. of the Linnean Soc. of London. Editor Linnean Society of London, 6 pp.

- ----------------------------------. 1937. Some notes on the nomenclature of certain common species of Eucalyptus. Volumen 2, N.º 23 de Sydney University reprints. Edición reimpresa de University of Sydney, 77 pp.

- ----------------------------------, joseph garnett Wood, terence brady Paltridge. 1935. On the climate and vegetation of the Koonamore Vegetation Reserve to 1931. Volumen 2, N.º 17 de Sydney University reprints. Edición reimpresa de University of Sydney, 427 pp.

- ----------------------------------, ----------------------------------, --------------------------------------. 1932. On the growth and reaction to grazing of the perennial saltbush, Atriplex vesicarium: an ecological study of the biotic factor

- ----------------------------------. 1930. Plant life in the Sydney district: The development of plant communities, sand dunes and salt swamps. Some features of plant life on the Hawkesbury sandstone. Brush, forest and settlement. Livingstone lectures. Editor Camden College, 36 pp.

- ----------------------------------. 1925. The flora and fauna of Nuyts Archipelago and the Investigator Group: Notes on the vegetation of Flinders Island. N.º 18. Editor Royal Society of South Australia, 14 pp.

- ----------------------------------. 1925b. On the ecology of the vegetation of arid Australia: Introduction and general description of the Koonamore Reserve for the study of the saltbush flora. N.º 1 y 31 de Adelaide University reprints. Editor Royal society of South Australia, 8 pp.

- ----------------------------------, robert stephen Adamson. 1924. The ecology of the Eucalpytus forests of the Mount Lofty ranges (Adelaide district), South Australia

- ----------------------------------. 1923a. A note on the pathological morphology of Cintractia spinificis (F.Ludw.) McAlp. 5 pp.

- ----------------------------------, geoffrey Samuel. 1923b. Some new records of fungi for South Australia: together with a description of a new species of Puccinia. Parte 2, N.º 36 de Adelaide University reprints. 15 pp.

- ----------------------------------. 1922. Flora and fauna of Nuyt's archipelago. No. 3. A sketch of the ecology of Franklin islands. Editor Royal Society of South Australia, 13 pp.

- ----------------------------------. 1918. Report of the consulting botanist and vegetable pathologist

- ----------------------------------. 1915. Some observations on potato scab in South Australia. Edición reimpresa de R.E. Rogers, Govt. Pr. 7 pp.

- ----------------------------------, david john Gordon. 1914. Botany. Edición reimpresa del autor. 27 pp.

- ----------------------------------. 1909. The lateral roots of Amyelon radicans Will., and their mycorhiza

## Honores
- 1958: Medalla Clarke de la Royal Society of New South Wales

### Epónimos
- (Scrophulariaceae) Euphrasia osbornii Du Rietz[2]
- La abreviatura «T.Osborn» se emplea para indicar a Theodore Osborn como autoridad en la descripción y clasificación científica de los vegetales.[3]